# Ifeanyi Otuonye
Ifeanyichukwu Otuonye, detto Ifeanyi (Oyigbo, 27 giugno 1994), è un lunghista e velocista di Turks e Caicos.

## Biografia
Nato in Nigeria, il suo nome in lingua igbo vuol dire "nulla è impossibile sotto la guida di Dio", si trasferisce con la famiglia nell'arcipelago britannico di Turks e Caicos, di cui presto diventa un rappresentante sportivo nelle maggiori manifestazioni internazionali. Debutta a 17 anni ai Giochi CARIFTA del 2010, vincendo una medaglia d'argento nel salto in alto, successivamente si è dedicato principalmente al salto in lungo.
Nel 2012, viene ingaggiato dall'Università del Kansas per far parte della formazione sportiva, mentre debutta internazionalmente in categoria seniores ai Giochi del Commonwealth di Glasgow 2014. a cui segue una medaglia di bronzo ai Campionati NACAC di San José nel medesimo anno in cui partecipa ad un Campionato del mondo come unico rappresentante di Turks e Caicos.

## Palmarès
| Anno | Manifestazione                         | Sede         | Evento         | Risultato  | Prestazione | Note                                     |
| ---- | -------------------------------------- | ------------ | -------------- | ---------- | ----------- | ---------------------------------------- |
| 2010 | Giochi CARIFTA U17                     | George Town  | Salto in alto  | Argento    | 1,98 m      |                                          |
| 2010 | Giochi CARIFTA U17                     | George Town  | Salto in lungo | 8º         | 6,36 m      |                                          |
| 2011 | Giochi CARIFTA U20                     | Montego Bay  | Salto in alto  | 10º        | 1,75 m      |                                          |
| 2011 | Giochi CARIFTA U20                     | Montego Bay  | Salto in lungo | 6º         | 6,86 m      |                                          |
| 2011 | Giochi della gioventù del Commonwealth | Douglas      | 200 m piani    | Semifinale | 23"02       |                                          |
| 2011 | Giochi della gioventù del Commonwealth | Douglas      | Salto in lungo | Bronzo     | 7,15 m      |                                          |
| 2012 | Giochi CARIFTA U20                     | Hamilton     | Salto in lungo | 5º         | 6,98 m      |                                          |
| 2012 | Campionati CAC juniores                | San Salvador | Salto in lungo | Argento    | 7,18 m      |                                          |
| 2013 | Giochi CARIFTA U20                     | Nassau       | Salto in lungo | 4º         | 7,34 m      |                                          |
| 2014 | World Relays                           | Nassau       | 4×200 m        | Batteria   | 1'27"70     |                                          |
| 2014 | Giochi del Commonwealth                | Glasgow      | Salto in lungo | 16º (q)    | 7,47 m      | Record nazionale                         |
| 2014 | Giochi del Commonwealth                | Glasgow      | 4×400 m        | Batteria   | 3'19"11     |                                          |
| 2014 | Campionati NACAC U23                   | Kamloops     | Salto in lungo | 9º         | 3,84 m      |                                          |
| 2015 | Campionati NACAC                       | San José     | Salto in lungo | Bronzo     | 7,71 m      |                                          |
| 2015 | Mondiali                               | Pechino      | Salto in lungo | nm (q)     | nm (q)      |                                          |
| 2016 | Mondiali indoor                        | Portland     | Salto in lungo | 11º        | 7,40 m      |                                          |
| 2016 | Campionati NACAC U23                   | San Salvador | Salto in lungo | Oro        | 7,88 m      |                                          |
| 2017 | World Relays                           | Nassau       | 4×200 m        | Batteria   | 1'26"22     |                                          |
| 2017 | Mondiali                               | Pechino      | 200 m piani    | Batteria   | 21"91       |                                          |
| 2018 | Giochi del Commonwealth                | Gold Coast   | Salto in lungo | 9º         | 7,80 m      |                                          |
| 2018 | Giochi del Commonwealth                | Gold Coast   | 4×400 m        | 6º         | 3'16"39     |                                          |
| 2018 | Giochi CAC                             | Barranquilla | Salto in lungo | 6º         | 7,66 m      |                                          |
| 2018 | Giochi CAC                             | Barranquilla | 4×400 m        | Finale     | dnf         |                                          |
| 2018 | Campionati NACAC                       | Toronto      | Salto in lungo | 6º         | 7,78 m      |                                          |
| 2018 | Campionati NACAC                       | Toronto      | 4×100 m        | 5º         | 41"21       |                                          |
| 2022 | Giochi del Commonwealth                | Birmingham   | Salto in lungo | 8º         | 7,80 m      | Miglior prestazione personale stagionale |
| 2022 | Giochi del Commonwealth                | Birmingham   | 4×100 m        | Batteria   | 41"17       | Record nazionale                         |
| 2022 | Giochi del Commonwealth                | Birmingham   | 4×400 m        | Batteria   | 3'22"53     |                                          |
| 2022 | Campionati NACAC                       | Freeport     | 4x100 m        | 6º         | 41"91       |                                          |
| 2022 | Campionati NACAC                       | Freeport     | Salto in lungo | 7º         | 7,47 m      |                                          |
| 2023 | Giochi CAC                             | San Salvador | Salto in lungo | 5º         | 7,21 m      |                                          |